# ビアトリス・アーサー
ビアトリス・アーサー（Beatrice Arthur, 1922年5月13日 - 2009年4月25日）は、アメリカ合衆国出身の女優である。

## 人物
ニューヨーク市ブルックリンに生まれる。ユダヤ系。出生時の名前は、Bernice Frankel。

## 主な出演作品
- ラリーのミッドライフ★クライシス シーズン5
- メル・ブルックス/珍説世界史PARTI
- メイム
- ふたりの誓い
- 私はそんな女